# NGC 5531
NGC 5531 é uma galáxia lenticular (S0) localizada na direcção da constelação de Boötes. Possui uma declinação de +10° 53' 08" e uma ascensão recta de 14 horas, 16 minutos e 43,2 segundos.
A galáxia NGC 5531 foi descoberta em 7 de Fevereiro de 1862 por Heinrich Louis d'Arrest.